# کوین مک کان (بازیکن فوتبال، زاده ۱۹۸۷)
کوین مک کان (انگلیسی: Kevin McCann؛ زادهٔ ۱۱ سپتامبر ۱۹۸۷) بازیکن فوتبال اهل بریتانیا است.
از باشگاه‌هایی که در آن بازی کرده‌است می‌توان به باشگاه فوتبال اینورنس کالدنیون تیسل، باشگاه فوتبال فالکیرک، باشگاه فوتبال هیبرنین، و باشگاه فوتبال واریورس اشاره کرد.
وی همچنین در تیم‌های ملی فوتبال Scotland national under-20 football team، اتحادیه فوتبال اسکاتلند، زیر ۲۱ سال اسکاتلند، و اتحادیه فوتبال اسکاتلند بازی کرده‌است.